# 江津長江大橋
江津长江大桥是位于中国重庆市江津区的一座跨越长江的公路桥梁，呈东西走向，为与江津城区的另几座桥做区分，一般称其为江津长江公路大桥。它是全国第一座县级单位自筹资金为主修建的长江大桥。大桥于1993年6月经国家交通部批准立项，1994年8月大桥引道工程破土动工，同年12月大桥主体工程动工，1997年11月20日大桥建成试通车。1997年12月20日大桥正式通车。
大桥由聂荣臻元帅生前题写桥名，江津市（现江津区）与马来西亚南发集团合资修建，总投资3亿元，其中外资占80%。 
大桥正式通车后在北岸修建收费站对过往车辆收取通行费10元，后地方政府为发展地方经济，于2008年6月起不再收取。
2021年，由于桥龄长，桥面伸缩装置锚固螺栓出现病害以及其他安全隐患，大桥先后在六月和十月进行了两次维修，并先后在6月8日和10月25日正式恢复通车。

## 技术参数

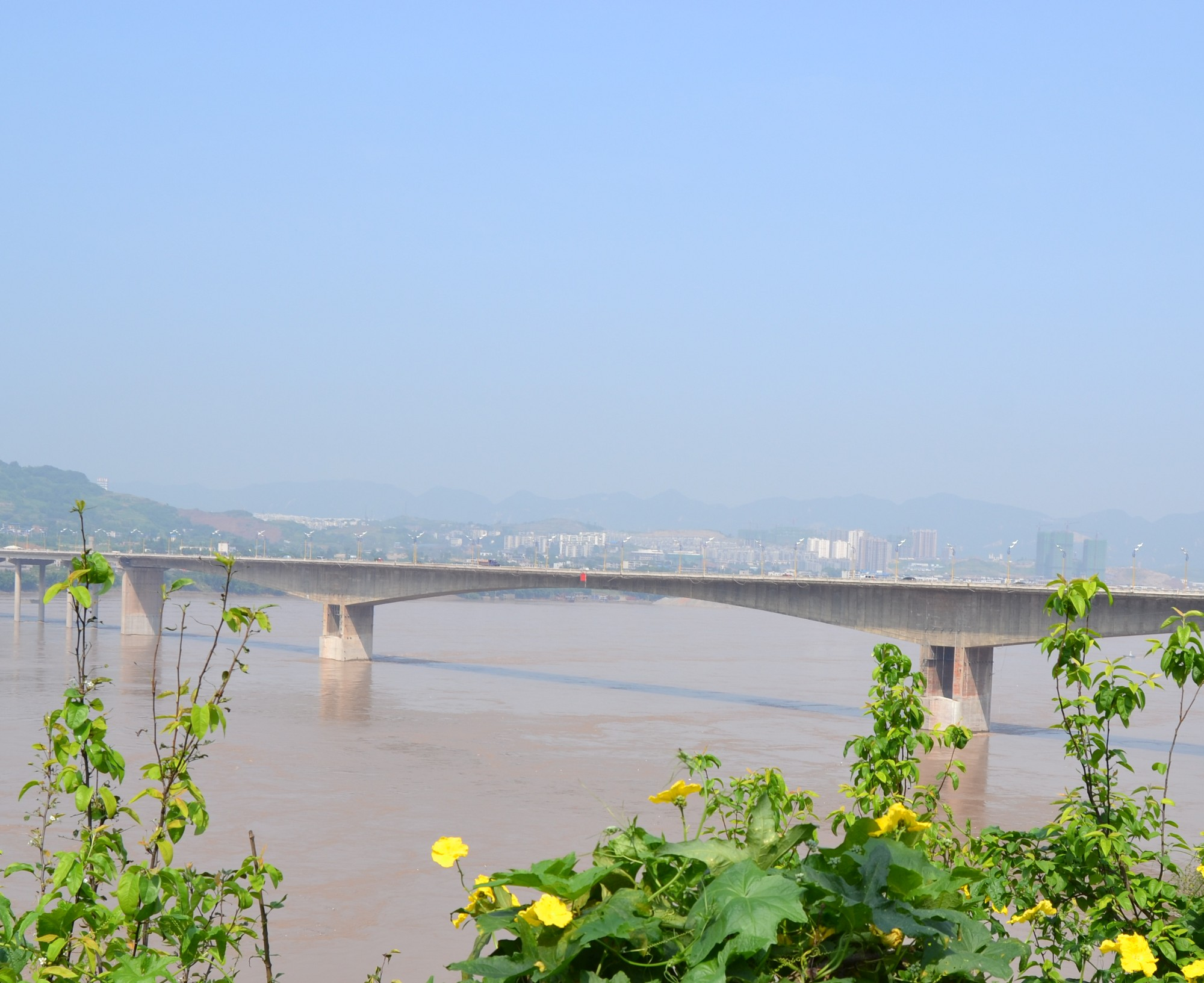
另一视角的江津长江大桥

大桥全长1360米，主桥长520米，为140米+240米+140米三跨连续刚构梁。北岸引道为14X50米简支T梁，南岸引桥为4X22.5米连续空心板梁。桥面净宽21.5米，双向四车道，两边设2米的人行道。